# 1986 v loďstvech
Tento článek obsahuje významné události v oblasti loďstev v roce 1986.

## Lodě vstoupivší do služby
- 19. ledna –  Commandant L'Herminier (F 791) – fregata třídy D'Estienne d'Orves

- 25. ledna –  USS Alaska (SSBN-732) – ponorka třídy Ohio[1]

- 23. dubna –  HMAS Success (OR 304) – tanker třídy Durance

- 29. dubna –  ORP Orzeł – ponorka projektu 877E (v kódu NATO třída Kilo)[2]

- 30. dubna –  INS Sindhughosh (S55) – ponorka třídy Sindhughosh[3]

- 4. července –  HMS Brave (F94) – fregata Typu 22 Broadsword

- 16. srpna –  USS Nevada (SSBN-733) – ponorka třídy Ohio[4]

- 28. srpna –  Ranvir (D 54) – torpédoborec třídy Rajput[5]

- 22. září –  Shishumar (S44) – ponorka třídy Shishumar[6]

- 26. září –  Ratanakosin (441) – korveta třídy Ratanakosin

- 11. října –  Vulcain (M611) – minolovka třídy Vulcain

- 25. října –  USS Theodore Roosevelt (CVN-71) – letadlová loď třídy Nimitz

- 27. října –  USS Chicago (SSN-721) – ponorka třídy Los Angeles[7]

- 5. listopadu –  Primauguet (D 644) – torpédoborec třídy Georges Leygues

- 8. listopadu –  USS Louisville (SSN-724) – ponorka třídy Los Angeles[8]

- 11. listopadu –  Rosales (P-42) – korveta třídy Espora

- 20. listopadu –  Shankush (S45) – ponorka třídy Shishumar[6]

- 12. prosince –  Pluton (M622) – minolovka třídy Vulcain